# Tomás Rodríguez
Tomás Abdiel Rodríguez Mena (nacido el 9 de marzo de 1999 en la Ciudad de Panamá) es un futbolista panameño que juega como delantero en el Monagas Sport Club de la Primera División de Venezuela.

## Trayectoria

### Alianza FC
Se formó en la cantera del  Alianza FC y su debut profesional en la Primera División de Panamá fue el 9 de octubre de 2016 en la derrota 0 a 2 contra el Tauro FC en el Estadio Maracaná, saliendo de titular jugando hasta el minuto 61. En la LPF Apertura 2016 jugó 4 partidos, en la LPF Clausura 2017 jugó 3 partidos, en la LPF Apertura 2017 jugó 4 partidos, en la LPF Clausura 2018 jugó 1 partido, en el Torneo Apertura 2018 jugó 10 partidos llegando hasta los playoff, en el Torneo Clausura 2019 jugó 8 partidos y anotó 3 goles, en el Torneo Apertura 2019 jugó 11 partidos y anotó 1 gol, en el Torneo Apertura 2020 jugó 6 partidos y anotó 1 gol en donde no terminó el torneo porque se suspendió por el COVID 19.

### Sporting San Miguelito
Fue anunciado como nuevo jugador del Sporting San Miguelito el 2 de septiembre de 2020. Debutó con el club el 24 de octubre de 2020 en la derrota 2 a 1 contra el Costa del Este FC en el Estadio Agustín Muquita Sánchez en donde entró al minuto 64. En el Torneo Clausura 2020 jugó 8 partidos y anotó 1 gol, en el Torneo Apertura 2021 jugó 2 partidos llegando hasta semifinales, en el Torneo Clausura 2021 jugó 11 partidos, quedó subcampeón del Torneo Apertura 2022 en donde jugó 14 partidos y anotó 5 goles, en la Liga Concacaf 2022 jugó 4 partidos hasta Octavos de final, en el Torneo Clausura 2022 jugó 18 partidos y anotó 2 goles llegando hasta las semifinales, en el Torneo Apertura 2023 jugó 16 partidos y anotó 4 goles nuevamente llegando hasta semifinales, Al final del torneo apertura 2023 sonó para fichar por el FC Motagua. En el Torneo Clausura 2023 solo jugó 3 partidos porque sufrió una lesión llegando nuevamente hasta semifinales.

### Monagas SC
El 26 de diciembre de 2023 fue anunciado como nuevo jugador del Monagas SC firmando un contrato por 1 año. Debutó con el club el 3 de febrero de 2024 en la derrota 2 a 4 contra los Metropolitanos FC en el Estadio Monumental de Maturín en donde fue titular y jugó todo el partido.

## Selección nacional

### Categorías inferiores
Ha sido convocado por la selección sub-20 de Panamá para disputar el Campeonato Sub-20 de la Concacaf de 2018 en donde jugó 2 partidos quedando en el tercer lugar y la Copa Mundial de Fútbol Sub-20 de 2019 en donde jugó 4 partidos llegando hasta los octavos de final. Ha sido convocado por la selección sub-22 de Panamá para disputar los Juegos Panamericanos 2019 en donde jugó 2 partidos quedando en quinto lugar.

### Selección absoluta
Su debut con la selección absoluta fue en un partido amistoso el 13 de marzo de 2023 en el empate 1 a 1 contra Guatemala en el PayPal Park en los Estados Unidos en donde fue titular y jugó hasta el minuto 75.

### Participaciones en selección nacional
| Copa                      | Categoría | Sede           | Resultado        | Partidos | Goles |
| ------------------------- | --------- | -------------- | ---------------- | -------- | ----- |
| Campeonato Sub-20 2018    | Sub-20    | Estados Unidos | Tercer lugar     | 2        | 0     |
| Copa Mundial Sub-20 2019  | Sub-20    | Polonia        | Octavos de final | 4        | 0     |
| Juegos Panamericanos 2019 | Sub-22    | Perú           | Quinto lugar     | 2        | 0     |
| Liga de Naciones 2024-25  | Mayor     | Concacaf       | Subcampeón       | 0        | 0     |

## Clubes
| Club        | País      | Año         |
| ----------- | --------- | ----------- |
| Alianza FC  | Panamá    | 2016 - 2020 |
| Sporting SM | Panamá    | 2020 - 2023 |
| Monagas SC  | Venezuela | 2024 - act. |